# سلانچوو
سلانچوو (به بلغاری: Slanchevo) یک منطقهٔ مسکونی در بلغارستان است که در شهرستان اکساکاوو واقع شده‌است.